# Alex Asperslagh
Alexander Petrus (Alex) Asperslagh (Den Haag, 25 mei 1901 - Hengelo, 15 augustus 1984) was een Nederlandse schilder, glazenier en keramist.

## Leven en werk
Asperslagh (officieel: Asperslag) werd geboren in Den Haag als zoon van kleermaker Wilhelmus Johannes Asperslag en Maria Hermina van der Horst. Hij was een broer van kunstenaars Lou Asperslagh (1893-1949) en Henk Asperslagh (1906-1964). Asperslagh studeerde aan de Academie van beeldende kunsten in Den Haag. Hij werkte bij de glazenier Toon Berg in Dordrecht. Zijn broer Lou opende in 1923 een eigen atelier, het 'atelier van kunstnijverheid' of St. Silvester in Den Haag, waarvoor ook Alex en Henk gingen werken. In 1929 ging het atelier failliet, na onenigheid tussen de broers. Asperslagh kwam van katholieken huize en maakte veel werk voor kerken. Hij overleed op 83-jarige leeftijd.
Een verzameling aquarellen en ontwerptekeningen bevindt zich in het Katholiek Documentatiecentrum in Nijmegen

## Werken (selectie)
- glas-in-loodramen (1924) voor een woning aan de Zoeterwoudsesingel 7 in Leiden
- glas-in-loodramen (1926) voor de H. Franciscus van Assisi in Heerlen[2]
- glas-in-loodramen (1928) voor de Sint-Gabriël in Haastrecht.
- mozaïek (1929) van Gerardus Majella in Onderdijk (Gerardus Majellakerk)
- glas-in-loodramen (1930) kapel op de R.K. begraafplaats Graaf Florisweg, Gouda
- glas-in-loodramen (1931) voor de doopkapel van de Vredeskerk in Amsterdam.
- muurschildering (1931) voor de Sint-Josephkerk.
- glas-in-loodraam (1946) voor de kapel Kerk St Paschalis Baylon Sint-Paschalis Baylonkerk in Den Haag (Benoordenhout)Glas in loodraam in de St. Paschalis Bylon kerk in Den Haag (Benoordenhout) 1946.

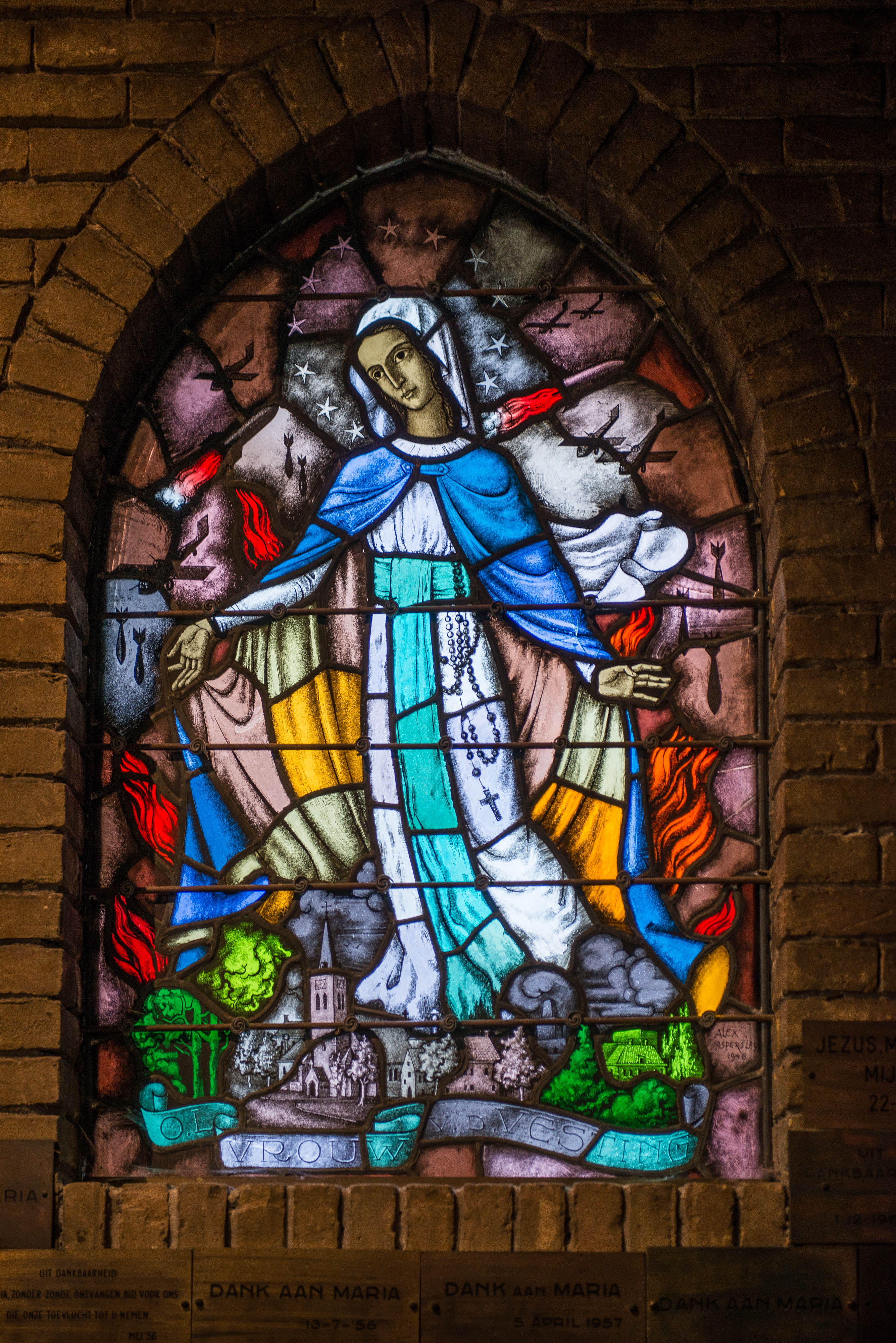
Glas in loodraam in de St. Paschalis Bylon kerk in Den Haag (Benoordenhout) 1946

- Jozefaltaar (1953) in de Sint-Mauritiuskerk in Silvolde
- glas-in-loodramen (1958) in Maastricht[3]